# Hans Meinhold
Hans Meinhold, eigentlich Ernst Paul Johannes Meinhold (* 11. September 1888 in Sandow, Kreis Pyritz; † 7. Dezember 1968) war ein deutscher Pastor und niederdeutscher Schriftsteller.
Ernst Paul Johannes Meinhold wuchs in Barth auf, wo sein Vater Superintendent war. Er studierte Theologie in Halle und Greifswald. Ab 1914 war er Pastor in Kantreck, Kreis Cammin. Danach war er Pastor in Ueckermünde und Voigtshagen, Kreis Greifenberg. 1929 ging Meinhold nach Cuxhaven, wo er einige Zeit auch als Marinepfarrer tätig war. Noch während seines Ruhestandes ab 1955 wirkte er in Harburg als Seelsorger.
Meinhold schrieb plattdeutsche Lieder und Gedichte. Von 1949 bis 1958 arbeitete er an einer Übersetzung der Bibel in niederdeutsche Verse. Die Handschrift befindet sich seit 2001 im Niederdeutschen Bibelzentrum in Barth.
Meinholds drei Söhne fielen im Zweiten Weltkrieg.

## Werke
- Dat Nieg Testament-Bauk in lütt Riemels uck en poor Psalmen, dat „Vadder uns“ un noch wat. Ausgewählt, bearbeitet, eingerichtet und mit einem Nachwort versehen von Manfred Krüger. Soltau 1999.